# Cerro Clanes Magdalena
Cerro Clanes Magdalena är en ort i Mexiko.   Den ligger i kommunen San Agustín Loxicha och delstaten Oaxaca, i den sydöstra delen av landet, 500 km sydost om huvudstaden Mexico City. Cerro Clanes Magdalena ligger 733 meter över havet och antalet invånare är 108.
Terrängen runt Cerro Clanes Magdalena är huvudsakligen kuperad, men österut är den bergig. Terrängen runt Cerro Clanes Magdalena sluttar söderut. Runt Cerro Clanes Magdalena är det ganska glesbefolkat, med 40 invånare per kvadratkilometer. Närmaste större samhälle är San Agustín Loxicha, 12,4 km norr om Cerro Clanes Magdalena. Omgivningarna runt Cerro Clanes Magdalena är en mosaik av jordbruksmark och naturlig växtlighet.